# Hohenleuben
Hohenleuben est une petite ville de Thuringe (Allemagne), située dans l'arrondissement de Greiz. Elle est le siège de la Communauté d'administration Leubatal (Verwaltungsgemeinschaft Leubatal).

## Géographie

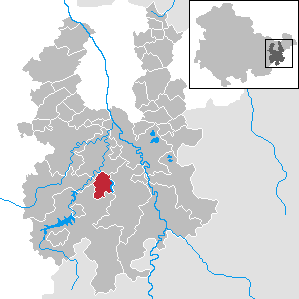
Situation de la ville (en rouge) dans l'arrondissement

Hohenleuben est située au centre de l'arrondissement, entre les rivières Leuba et Triebes, au cœur du Vogtland thuringeois, au nord des Monts de Thuringe. La ville est le siège de la communauté d'administration Leubatal et se trouve à 10 km au nord-est de Zeulenroda-Triebes et à 14,5 km au nord-ouest de Greiz, le chef-lieu de l'arrondissement.
La commune est composée des deux villages de Hohenleuben et Brückla.
Communes limitrophes (en commençant par le nord et dans le sens des aiguilles d'une montre) : Steinsdorf, Hohenölsen, Lunzig, Hain, Langenwetzendorf, Zeulenroda-Triebes et Göhren-Döhlen.

## Histoire
La première mention de Hohenleuben date de 1267 sous le nom sorabe de Luben. On rencontre en 1356 la mention du château de Reichenfels, situé à quelques kilomètres à l'ouest de Hohenleuben et qui fut le siège d'une seigneurie englobant aussi Zeulenroda.
Hohenleuben obtient le droit de tenir marché en 1715.
Hohenleuben a fait partie de la principauté de Reuss branche cadette (cercle de Gera) tandis que Brückla appartenait à la principauté de Reuss branche aînée (cercle de Greiz) jusqu'en 1918 et les deux villages ont été intégrés au land de Thuringe en 1920 (arrondissement de Greiz). Après la seconde Guerre mondiale, ils sont intégrés à la zone d'occupation soviétique puis à la République démocratique allemande en 1949 (district de Gera, arrondissement de Greiz).
Hohenleuben obtient les droits de ville le 21 août 1928. En 1957, la commune de Brückla est incorporée au territoire de Hohenleuben.

## Démographie
Commune de Hohenleuben dans ses dimensions actuelles :
| 1840  | 1910   | 1933  | 1939  | 1947  | 1995  | 2000  | 2005  | 2010  |
| ----- | ------ | ----- | ----- | ----- | ----- | ----- | ----- | ----- |
| 2 303 | 2 157, | 2 223 | 2 295 | 2 512 | 1 965 | 1 956 | 1 802 | 1 667 |

## Politique

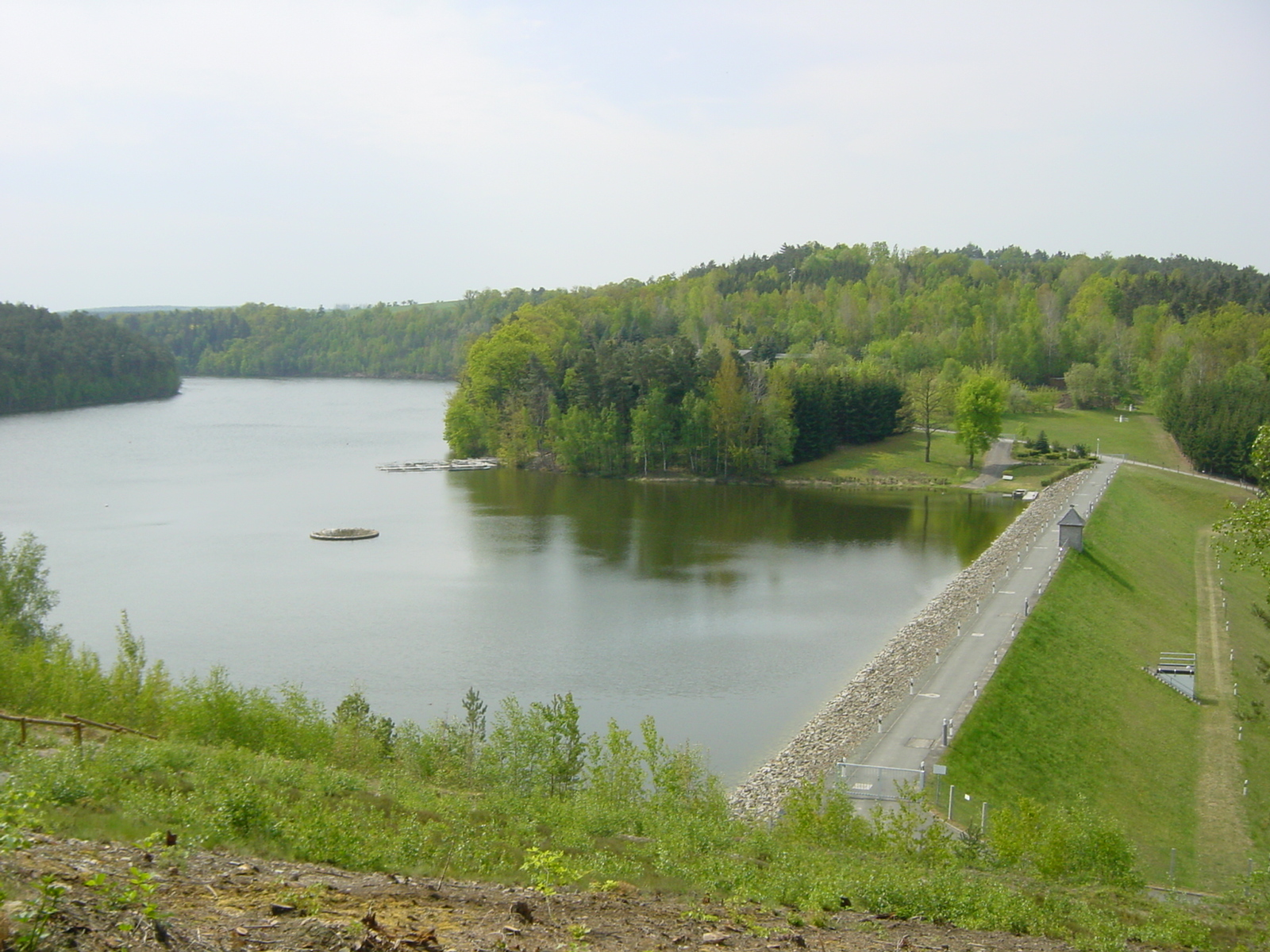
Barrage et retenue de Hohenleuben.

Aux élections municipales du 7 juin 2009, les résultats obtenus ont été les suivants :
| Parti                   | Nombre de conseillers | Pourcentage de voix |
| ----------------------- | --------------------- | ------------------- |
| FDP                     | 5                     | 42,0 %              |
| Die Linke               | 5                     | 37,5 %              |
| Bürgerunion Hohenleuben | 2                     | 20,5 %              |

## Sites et monuments

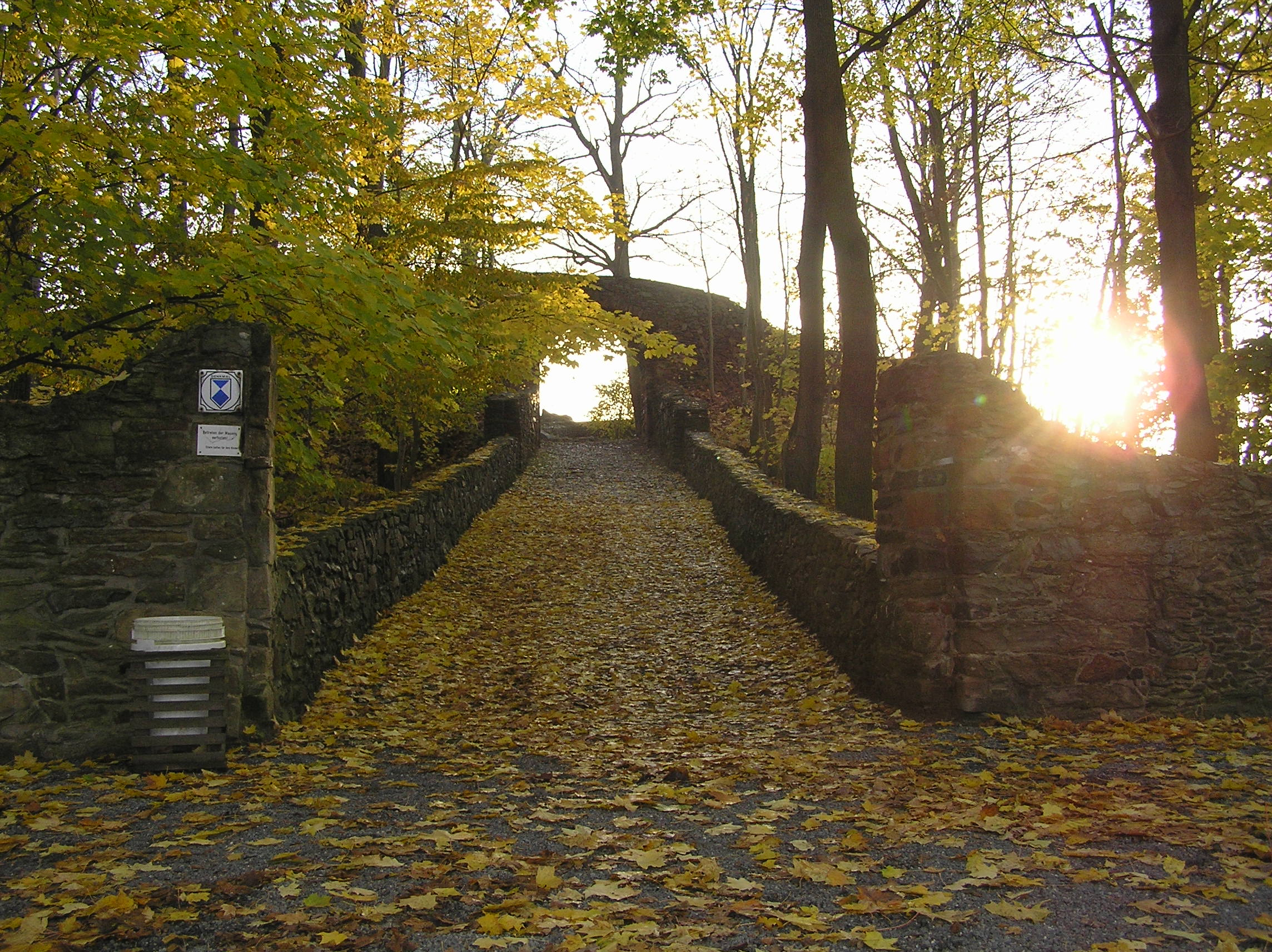
Entrée des ruines de Reichenfels.

- Lac de barrage de Hohenleuben sur la rivière Leuba (Leubatalsperre), construit de 1975 à 1982 pour l'irrigation et l'alimentation en eau potable.

- Ruines du château de Reichenfels (XIIIe siècle).

## Communications
La commune est traversée par la route régionale L1083 qui la relie à Hohenölsen et à la nationale B92 Gera-Greiz au nord et à Mehla, Triebes et Zeulenroda au sud ainsi qu'à Langenwetzendorf et Greiz.
Hohenleuben est desservie par la ligne de chemin de fer Gera-Weida-Zeulenroda.